# Houdjefa Ier
Houdjefa Ier, signifiant « lacune », correspondrait à un roi de la IIe dynastie et qui est présent dans certaines listes royales du Nouvel Empire ainsi que l'œuvre de Manéthon ; ce roi n'est cependant pas attesté dans les sources contemporaines de la dynastie.

## Attestations
Le roi est cité dans plusieurs listes royales :
- le canon royal de Turin, daté de la XIXe dynastie,  dans lequel le nom de Houdjefa (très probablement une erreur de lecture du nom Néferkarê) est inscrit à la deuxième position de la quatrième colonne ; le papyrus lui compte onze ans, huit mois et quatre jours de règne ainsi qu'une vie de trente quatre ans[1],
- la table de Saqqarah, datée du règne de Ramsès II (XIXe dynastie), dans laquelle le nom de Houdjefa est inscrit à la dixième position[1],
- dans l'œuvre de Manéthon, ce dernier l'appelle Sesôkhris (Σεσωχρις) et lui accorde quarante huit ans de règne ; il indique également que le souverain était « haut de 5 coudées et large de 3 empans »[2].

Concernant ces éléments cités, deux choses sont à noter :
- en réalité, les hiéroglyphes signifient « lacune », ce qui signifie que le nom du roi était perdu lors de la rédaction de ces listes royales[3],
- les durées de règne données sont jugées bien trop excessives, notamment par l'égyptologue Jürgen von Beckerath qui lui attribue deux ans de règne[4].

## Identité
Dans les faits, entre Nynetjer et Khâsekhemouy, le nombre et l'ordre des rois sont inconnus ; ainsi, il est difficile de lier cette lacune à un roi attesté dans le registre archéologique. 
L'égyptologue Wolfgang Helck a cependant émis l'hypothèse que ce roi Houdjefa pourrait être identique au roi Péribsen car ce dernier n'est pas présent dans les listes royales postérieures. Toutefois, comme écrit précédemment, cette hypothèse est invérifiable car plusieurs noms attestés pendant cette période ne sont présents dans les listes royales, notamment Sekhemib qui semble bien avoir régné entre Péribsen et Khâsekhemouy,.
Une autre hypothèse a fait de ce roi Houdjefa un roi de Basse-Égypte contemporain et opposé aux souverains de Haute-Égypte Péribsen et Sekhemib ; cette hypothèse étant basée sur le fait que le roi est mentionné dans la table de Saqqarah, héritière de la tradition memphite, mais pas dans la liste d'Abydos, héritière de la tradition de Haute-Égypte. Cette hypothèse s'inscrit dans le cadre plus général d'une division du pays au milieu de la IIe dynastie, avant qu'il ne soit réunifié au cours du règne de Khâsekhemouy. Ce roi Houdjefa pourrait donc être le roi vaincu par Khâsekhemouy. Cependant, à nouveau, cette hypothèse reste fragile, la division du pays ne faisant pas l'unanimité.